# Флаг Кежемского района
Флаг муниципального образования Кежемский район Красноярского края Российской Федерации — опознавательно-правовой знак, служащий официальным символом муниципального образования.
Флаг утверждён 4 июля 2003 года и внесён в Государственный геральдический регистр Российской Федерации с присвоением регистрационного номера 1299.

## Описание
«Флаг Кежемского района представляет собой красное прямоугольное полотнище с соотношением ширины к длине 2:3, воспроизводящий развёрнутую гербовую композицию».
Геральдическое описание герба гласит: «В червлёном (красном) поле золотой скачущий олень над выщербленной и рассечённой оконечностью, справа имеющей двойную ширину и выщерблено пересечённую на серебро и червлень, слева — серебряную».

## Обоснование символики
В основу флага взято историческое формирование Кежемского района. Центр района — село Кежма основано в 1665 году на реке Ангаре в устье реки Кежма как русское поселение.
Красный цвет полотнища аллегорически символизирует энергию, которая даёт жизнь району, а также это символ тепла, активности, мужества, праздника, красоты.
Выщербленная оконечность — геральдическая фигура, аллегорически показывает верхний и нижний бьефы Богучанской ГЭС.
Белый цвет (серебро) — символ чистоты, мудрости, благородства, мира, взаимосотрудничества.
Скачущий олень символизирует преодоление трудностей, стремление к совершенству.

## См. также

Флаги муниципальных образований Кежемского района
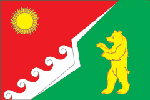
Флаг Кодинска